# Johann Caspar Seelmatter
Johann Caspar Seelmatter (* 1644 in Zofingen; † 8. Mai 1715) war ein Schweizer evangelischer Geistlicher, Jurist und Hochschullehrer.

## Leben

### Familie
Johann Caspar Seelmatter war der Sohn des Pfarrers Hans Kaspar (* 29. September 1617 in Zofingen; † 1663) und dessen Ehefrau Susanne (geb. Ris); er hatte noch einen Bruder. 
Er war verheiratet mit Salome (geb. Müller) (* 1660 in Zofingen; † 1727); gemeinsam hatten sie vier Kinder.

### Werdegang
1663 begann Johann Caspar Seelmatter an der Hohen Schule in Bern (heute: Universität Bern) ein Theologiestudium, das er kurz darauf mit einem Studium der Rechtswissenschaften erweiterte. Nach dem Studium unternahm er eine Studienreise und betrieb Studien an der Universität Heidelberg, der Académie de Genève, der Académie de Sedan, in Puylaurent, der Académie de Saumur, der Universität Paris, der Universität Oxford und an verschiedenen niederländischen Hochschulen. Er promovierte anfangs zum Magister und später zum Doktor in Sedan.
Von 1674 bis 1675 war er Hauslehrer des Grafen von Bentheim und lehrte darauf von 1675 bis 1679 als Honorarprofessor Natur- und Völkerrecht an der Universität Leiden.
1679 bot er dem Berner Schulrat an, juristische Vorlesungen an der Hohen Schule zu halten. Es wurde daraufhin 1680 der erste juristische Lehrstuhl in Bern geschaffen; der bestand allerdings nur so lange, bis Johann Caspar Seelmatter 1686 die Hohe Schule wieder verliess. Erst 1718 wurde der Lehrstuhl mit Johann Rudolf von Waldkirch (1677–1757) wieder besetzt.
In der Zeit von 1686 bis 1711 war er als Pfarrer in Mett und darauf von 1711 bis zu seinem Tod als Pfarrer in der Staufbergkirche bei Staufen tätig.

## Schriften (Auswahl)
- Diss. pract. de summo hominis bono. Heidelberg 1665.
- Jurisprudentiam Universalem, Nunc primum in Illustri Schola Patria publicitus doceri coeptam Praeludia. Bern: Gabriel Thormann, 1679.